# Ново-Село (Старозагорська область)
Но́во-Се́ло (болг. Ново село) — село в Старозагорській області Болгарії. Входить до складу общини Стара Загора.

## Населення
За даними перепису населення 2011 року у селі проживали 93 особи.
Національний склад населення села:
| Національність   | Кількість осіб | Відсоток |
| ---------------- | -------------- | -------- |
| болгари          | 88             | 96,7%    |
| турки            | 0              | 0%       |
| цигани           | 0              | 0%       |
| інша             | 3              | 3,3%     |
| не визначились   | 0              | 0%       |
| Всього відповіли | 91             |          |

Розподіл населення за віком у 2011 році:
Динаміка населення: